# Mill Hill East
Mill Hill East – naziemna stacja metra londyńskiego położona w dzielnicy Barnet. W latach 1867–1939 była stacją kolejową. W 1941 została ponownie otwarta, już jako część metra. Obecnie wchodzi w skład Northern Line, jednak od maja 2007 dojeżdżają do niej wyłącznie pociągi wahadłowe, łączące ją ze stacją Finchley Central, gdzie pasażerowie mogą przesiąść się do innych pociągów. Rocznie korzysta z niej ok. 960 tysięcy pasażerów. Leży w czwartej strefie biletowej.